# Hofanlage St. Hülfe
Die Hofanlage St. Hülfe in Diepholz, Ortsteil Sankt Hülfe, Büngenort 2, stammt aus dem 18. Jahrhundert. Aktuell (2023) wird sie für Wohn- und Bürozwecke genutzt.
Die Gebäude stehen unter Denkmalschutz (siehe auch Liste der Baudenkmale in Diepholz).

## Beschreibung
Die Hofanlage besteht aus:
- dem eingeschossigen giebelständigen Wohn- und Wirtschaftsgebäude von 1751 (Inschrift) als Vierständer-Hallenhaus in Rasterfachwerk mit Ziegelausfachungen, hohem Satteldach mit Uhlenloch und niedersächsischen Pferdeköpfen, Inschriften in Giebelbalken und über dem ehemaligen Tor (heute Tür) sowie zwei Dachgeschossen; Umbau zum Wohnhaus,
- dem eingeschossigen Nebengebäude als Zweiständerhaus in Ziegelfachwerk mit Satteldach, heute genutzt durch Wohnungen,
- der eingeschossigen Remise in Ziegelfachwerk mit Satteldach und vier Toren
- und weiteren nicht denkmalgeschützten Nebengebäuden.

Das Landesdenkmalamt befand: „… geschichtliche Bedeutung … als vollständig überlieferte Hofanlage aus dem späten 18. Jahrhundert mit gewachsener Struktur an Nebengebäuden …“